# Nahamie Sambou
Nahamie Sambou (ur. 27 października 1991) – senegalska zapaśniczka walcząca w stylu wolnym. Czwarta na igrzyskach afrykańskich w 2015 i piąta w 2019. Brązowa medalistka mistrzostw Afryki w latach 2013 - 2014.